# Lamont Dozier
Lamont Herbert Dozier, conosciuto anche come Lamont Anthony (Detroit, 16 giugno 1941 – Scottsdale, 8 agosto 2022), è stato un cantautore e produttore discografico statunitense.

## Biografia
Come cantante, fu  in attività dalla fine degli anni cinquanta, facendo parte dei Romeos, di The Voice Masters, del duo Holland & Dozier, e incidendo anche come solista.  Come autore e produttore, ha fatto parte - assieme a Brian Holland ed Edward Holland Jr. alias Eddie Holland - del trio, inserito tra i Songwriters Hall of Fame, Holland-Dozier-Holland.
Tra i brani incisi da Dozier, figurano All Cried Out, Bigger than Life, I Hear a Symphony, I Want You 'Round, Let Me Start Tonite, Let's Talk It Over, New Breed Kinda Woman, Out Here on My Own, Trying to Hold on to My Woman, Going back to my roots.
Come autore, scrisse brani per artisti quali Marvin Gaye, The Four Tops, Martha Reeves, The Supremes, The Temptations, ecc., molti dei quali (una cinquantina circa) hanno raggiunto il primo posto in classifica.  Tra i brani più celebri da lui scritti, figurano Baby I Need Your Loving, Baby Love, Love Is Like an Itching in My Hear, Nowhere to Run, Reach Out I'll Be There, Stop! In the Name of Love, Two Hearts (brano della colonna sonora del film Buster, scritto assieme a Phil Collins e vincitore del Golden Globe), You Can't Hurry Love.

## Discografia da solista

### Album
- Out Here on My Own (1973)
- Black Bach (1974)
- Love & Beauty (1975)
- Right There (1976)
- Peddling Music on the Side (1977)
- Bittersweet (1979)
- Working on You (1981
- Lamont (1981)
- Bigger Than Life (1983)
- Inside Seduction (1991)
- Reflections of Lamont Dozier (2004)